# Pecten
Pecten — род двустворчатых моллюсков из семейства морских гребешков. Типовой род семейства. Включает до 15 видов, живущих преимущественно в тёплых морях и морях умеренного пояса. Некоторые имеют промысловое значение.

## Название
Латинское название рода происходит от pecten — «гребень». Применительно к моллюскам это слово впервые употребил Аристотель; впоследствии термин использовался Плинием. В бинарную номенклатуру, в качестве обозначения описанного им рода, название Pecten ввёл в 1776 году Отто Фредерик Мюллер. В русском языке также используются названия Пектен и Гребешок.

## Описание

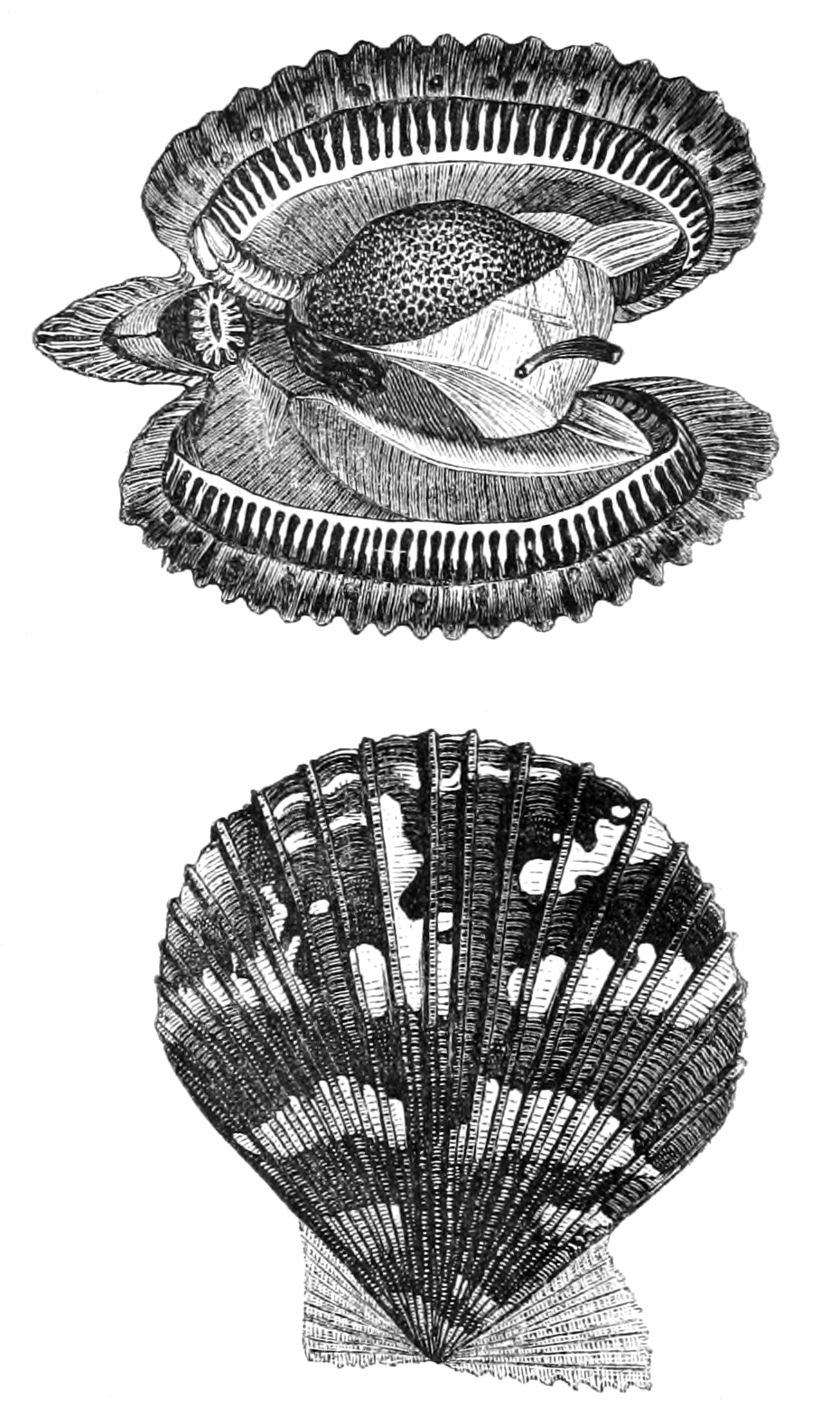
Иллюстрация из «Естественной истории» Ф. Г. Госсе (1854)

Раковина округлая, неравностворчатая. Размер от среднего до крупного (может колебаться в широких пределах); длина превышает высоту. Нижняя створка выпуклая, верхняя плоская или слегка вогнутая. Ушки небольшие, треугольной формы, почти одинакового размера. Биссусный вырез без зубчиков, от отчётливого до едва заметного. Снаружи раковина покрыта крупными рёбрами; по их поверхности и в промежутках между ними проходят более мелкие радиальные рёбрышки. Часто бывают окрашены в яркие красно-оранжевые тона.
Нога развита слабо; у взрослых животных утрачивает локомоторную функцию. На её передней поверхности расположена бороздка, в которую открывается биссусная железа. Биссусное прикрепление свойственно гребешкам по большей части на ранней стадии развития, однако некоторые виды сохраняют способность пользоваться им и во взрослом состоянии.
Края мантии, как и у большинства двустворок, образуют три складки, из которых внутренняя формирует так называемый парус. Органы чувств представлены щупальцами, статоцистами и расположенными вдоль края мантии глазками. Последние имеют сложное строение; их количество варьируется в зависимости от вида.

## Размножение
Род включает как раздельнополые, так и гермафродитные виды. Пектены проходят три стадии развития. Вылупившиеся из яиц личинки-велигеры разносятся течениями и некоторое время ведут подвижный образ жизни в толще воды. Затем, превратившись в молодого моллюска, она опускается на дно и перемещается с помощью ноги. В конце концов нога перестаёт развиваться и гребешок переходит к малоподвижному образу жизни взрослых моллюсков.

## Распространение и экология

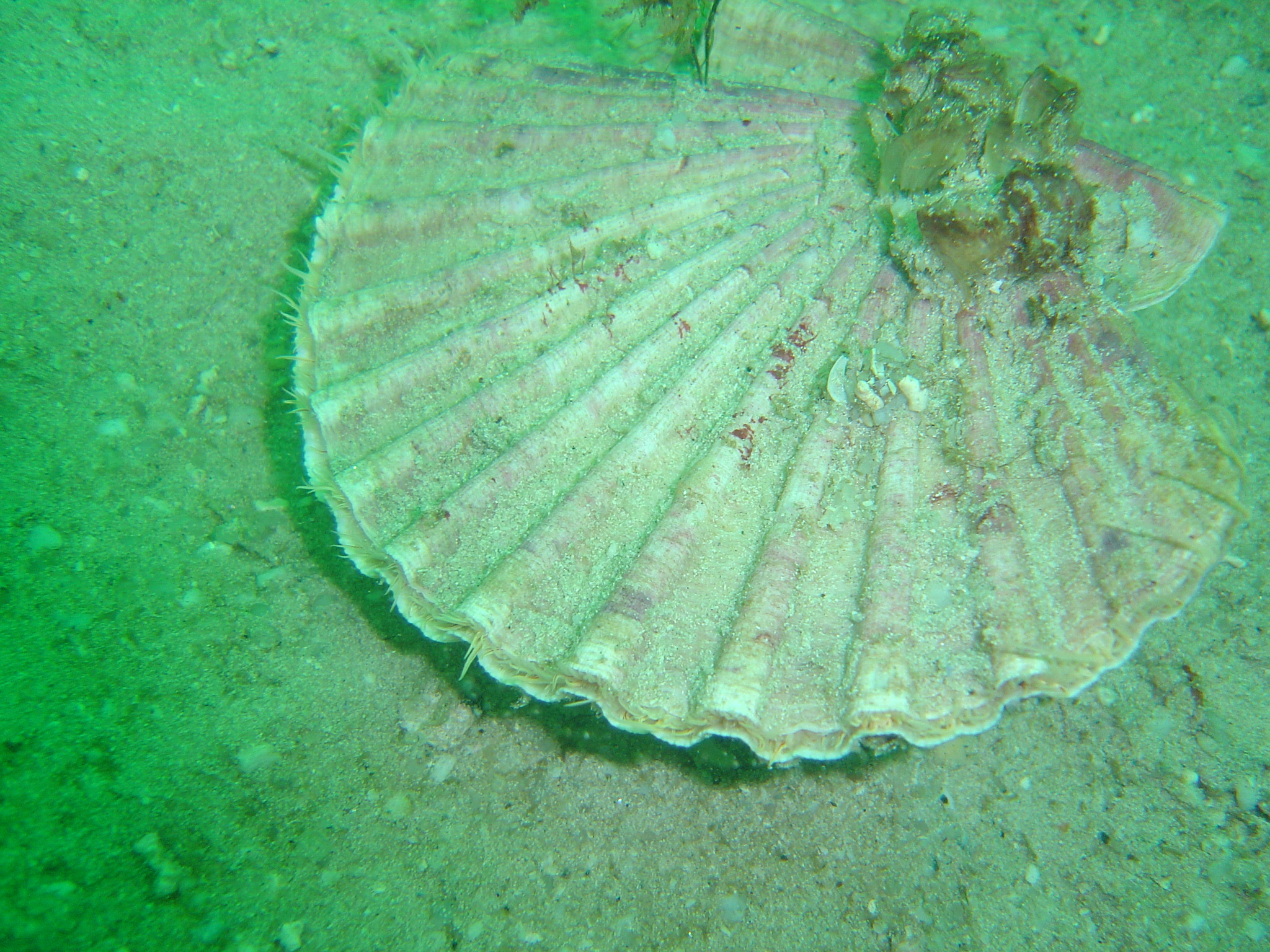
Pecten sulcicostatus в Фолс-Бей (Южная Африка)

В ископаемом состоянии известны начиная с верхнего эоцена; широко распространены с мезозоя. Находки, датируемые юрским периодом, известны из всех частей света.
В настоящее время обитают в восточной и северной части Атлантического океана, а также в Индо-Тихоокеанской области. Встречаются на небольшой или средней глубине (по большей части от 10 до 50 м), предпочитают песчано-илистые грунты и хорошо аэрируемые воды.
Бо́льшую часть времени моллюски проводят на дне, лёжа на одной из створок (правой, более выпуклой). При этом левая часто обрастает различными организмами — балянусами, мшанками и пр. При необходимости пектены способны плавать (как правило, на небольшие расстояния), резко выбрасывая струи воды через отверстия между складками мантии. В случае опасности могут перемещаться скачками, открывая и закрывая створки. У некоторых видов имеют место сезонные перемещения.
Фильтраторы; питаются диатомеями, мелкими ракообразными и другими планктонными организмами.

## Значение
Некоторые виды имеют промысловое значение, в том числе на Дальнем Востоке России, в США и Европе. В Атлантическом океане ведётся добыча большого гребешка (Pecten maximus); на побережье Средиземного моря — гребешка святого Якова (Pecten jacobaeus). Отдельные виды культивируются.

## Виды
По современным данным, в состав рода включают до 15 видов:
- P. afribenedictus Kilburn & Dijkstra, 1995
- P. albicans (Schröter, 1802)
- P. dijkstrai Duncan & G. Wilson, 2012
- P. diomedeus Dall, Bartsch & Rehder, 1938
- P. dorotheae Melvill in Melvill & Standen, 1907
- P. erythraeensis G. B. Sowerby II, 1842
- P. excavatus Anton, 1838
- P. fumatus Reeve, 1852
- P. jacobaeus Linnaeus, 1758
- P. keppelianus G. B. Sowerby III, 1905
- P. maximus Linnaeus, 1758 typus
- P. novaezelandiae Reeve, 1853
- P. raoulensis Powell, 1958
- P. sulcicostatus Sowerby II, 1842
- P. waikikius Dall, Bartsch & Rehder, 1938

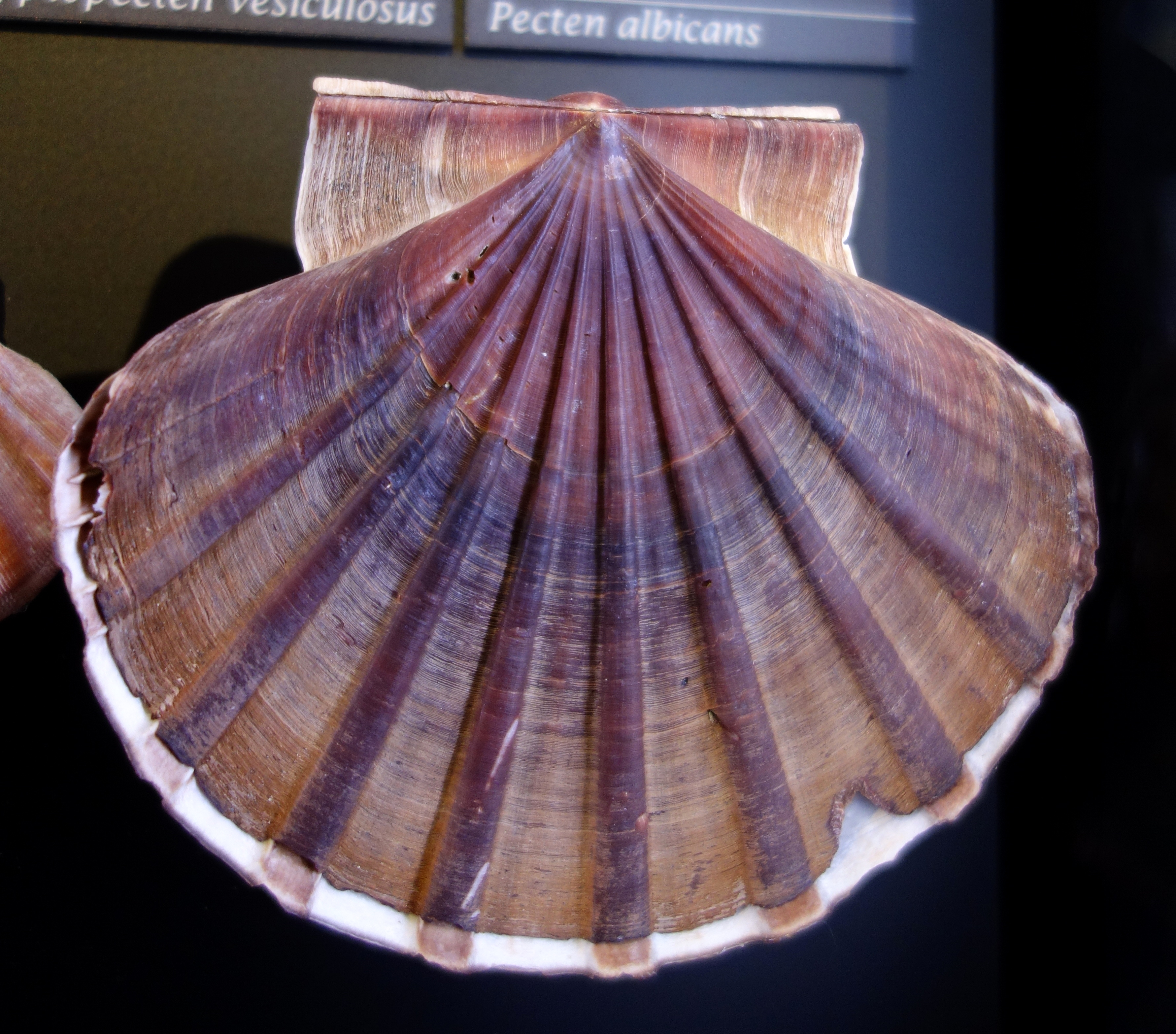
Pecten albicans
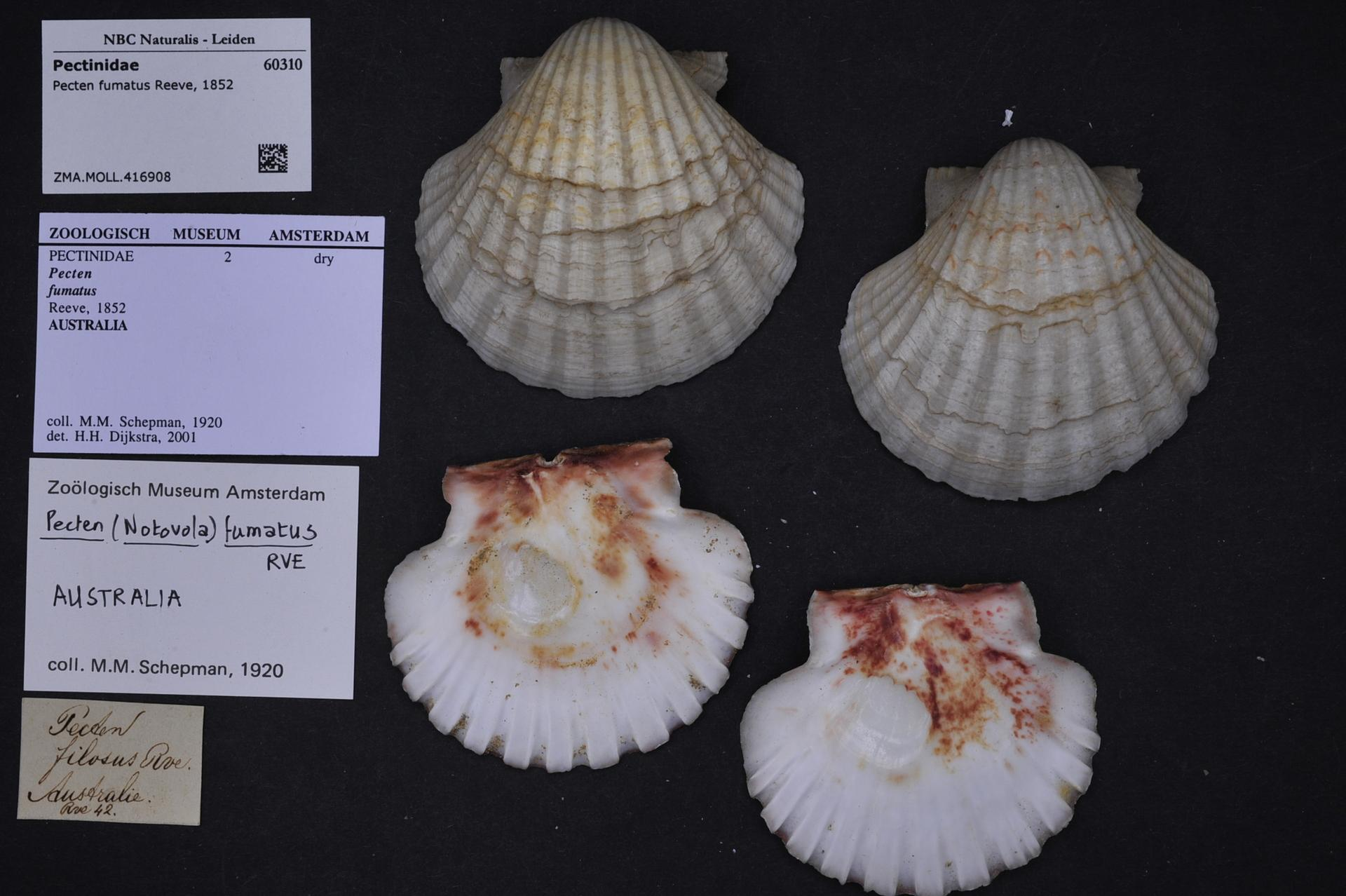
Pecten fumatus
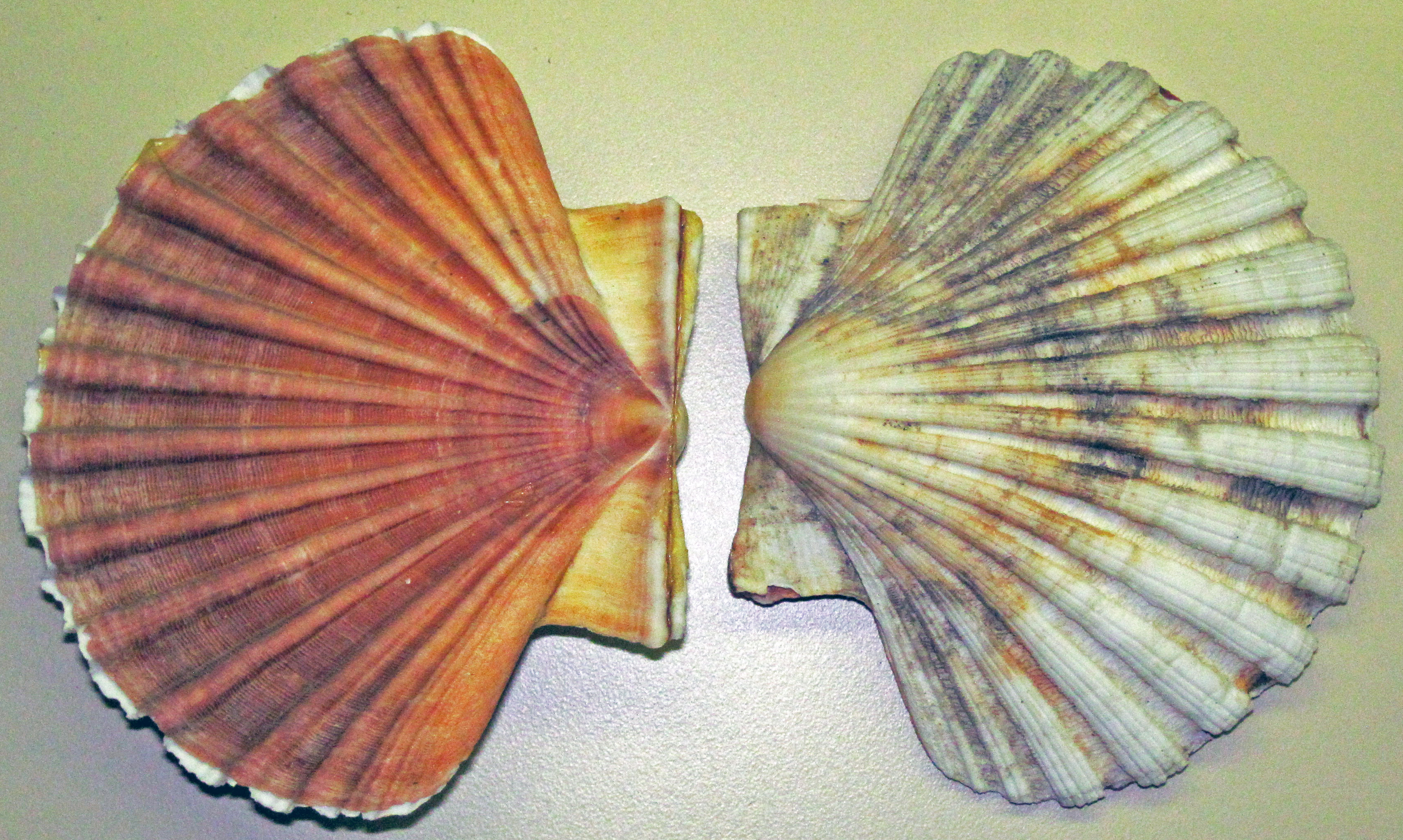
Pecten jacobaeus
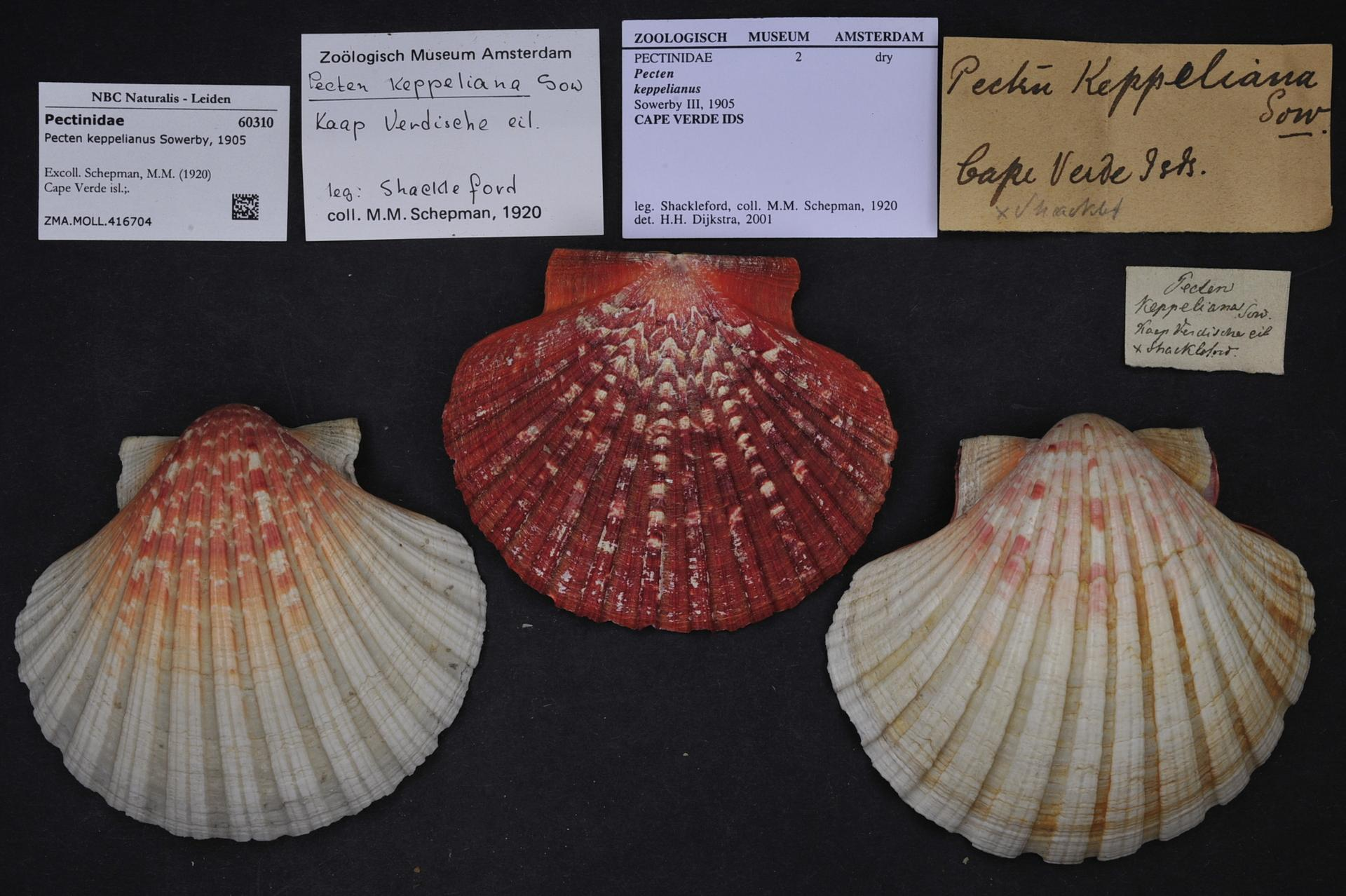
Pecten keppelianus
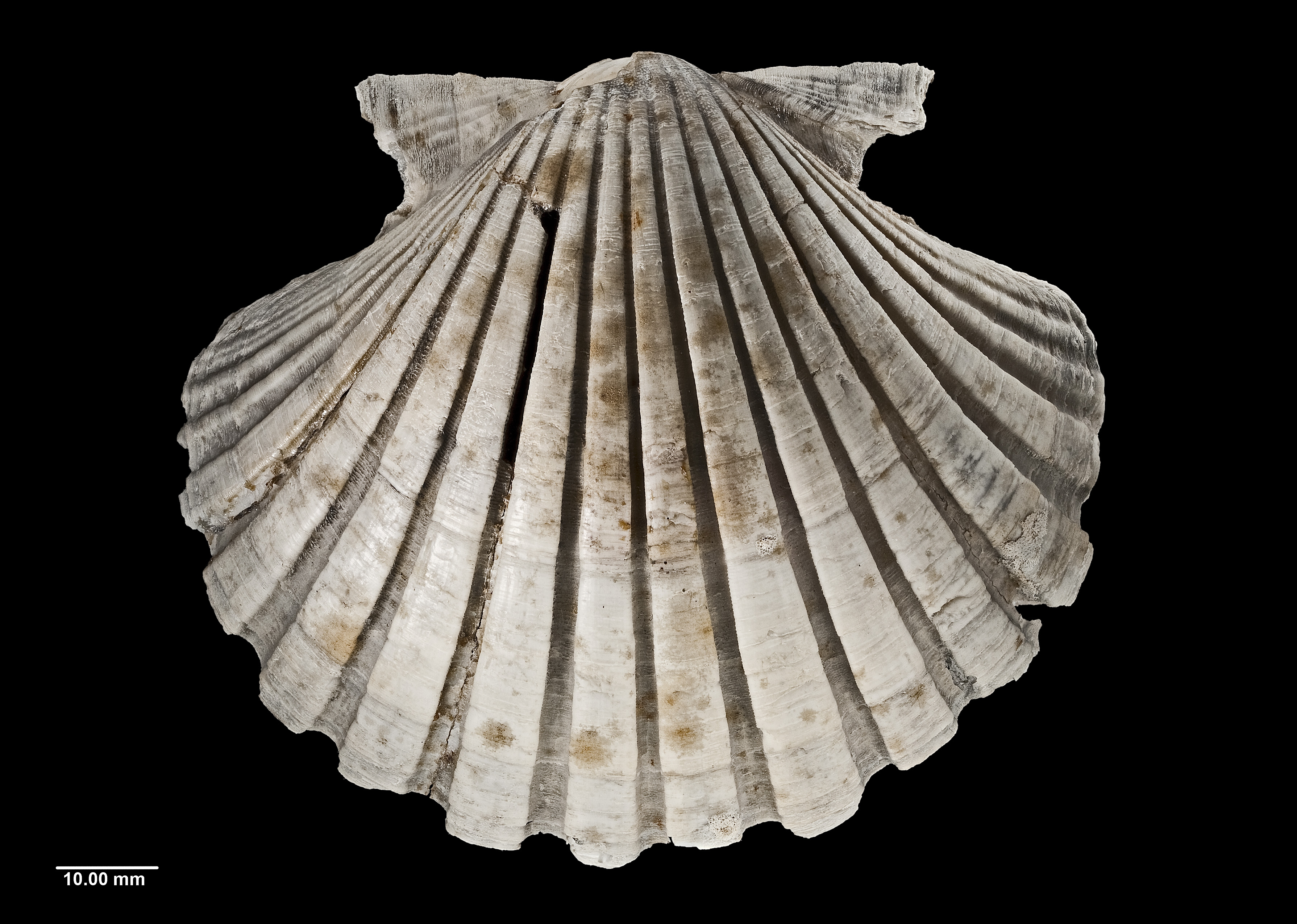
Pecten novaezelandiae